# Autoroute A27 (Grèce)
Pour les articles homonymes, voir A27 et Autoroute A27.
L'autoroute A27 (en grec moderne : Αυτοκινητόδρομος 27, Aftokinitódromos 27) est une autoroute du nord de la Grèce.

## Description
L'autoroute A27 est un embranchement de l'autoroute A2 (Egnatia Odos) à Kozáni.
Elle traverse Ptolemaïda et Flórina et se termine au poste frontière de Níki avec la Macédoine du Nord.
En Macédoine du Nord elle est prolongée par l'autoroute A3 (en)
L'autoroute A27 fait partie de la route européenne 65.

## Tracé
| Km    | Agglomérations lieux | Carte interactive |
| ----- | -------------------- | ----------------- |
| 0 km  | Níki                 |                   |
| 17 km | Flórina              |                   |
| 31 km | Vévi                 |                   |
| 43 km | Amýnteo              |                   |
| 50 km | Filótas              |                   |
| 63 km | Ptolemaïda           |                   |
| 78 km | Kozáni               |                   |

## Galerie

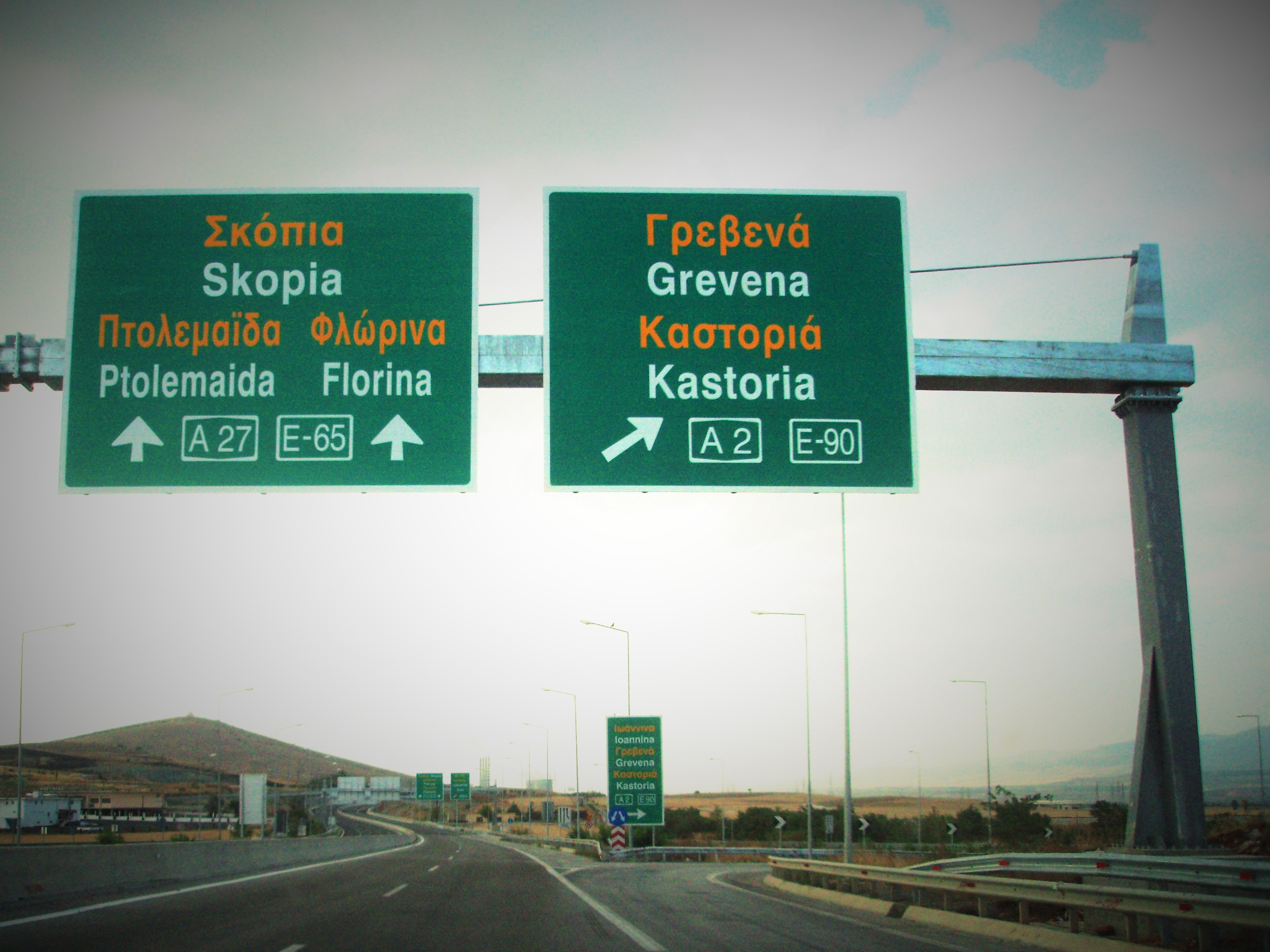
La A27 près de Kozáni.
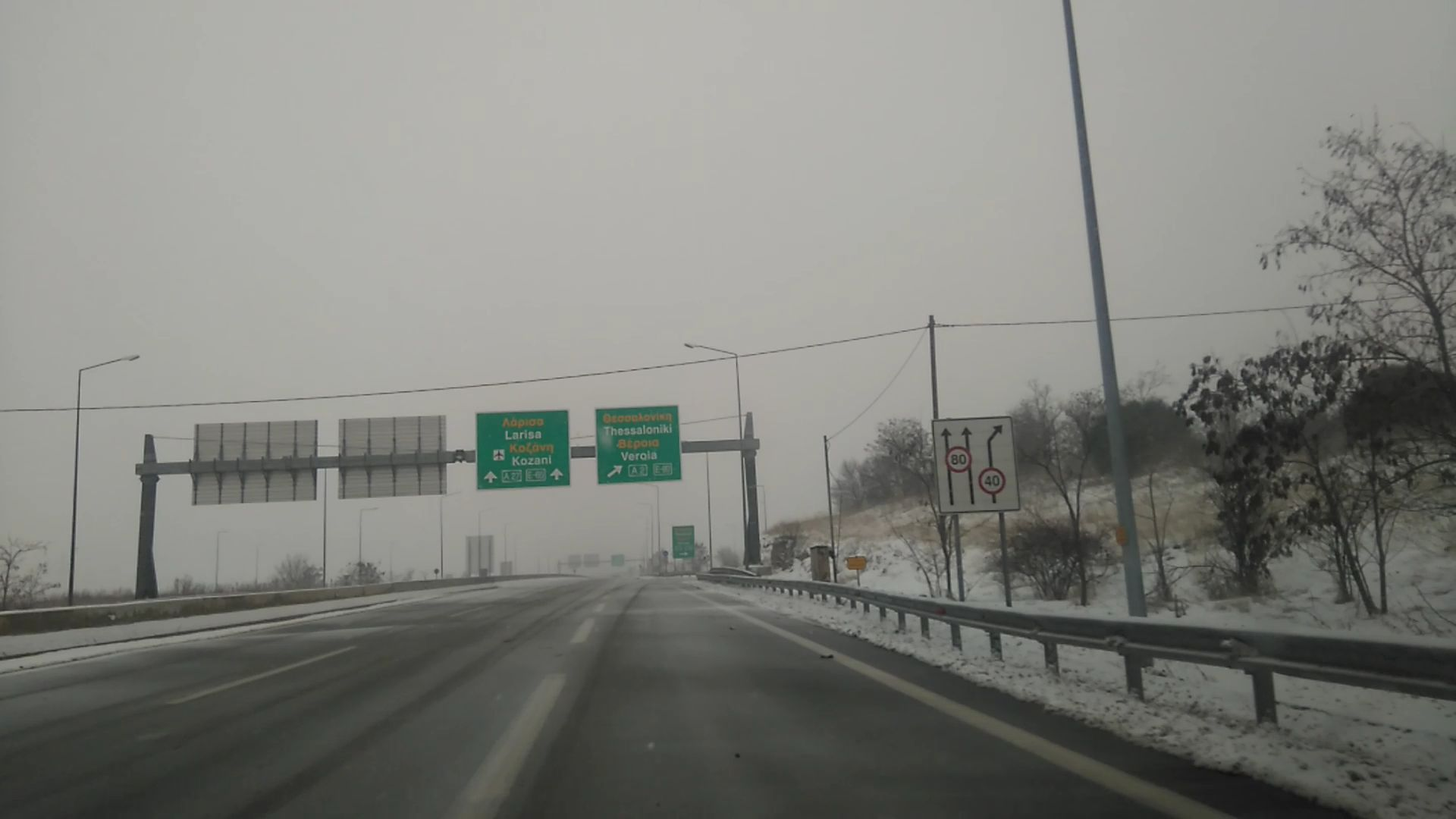
Sortie de la A27 vers la A2.
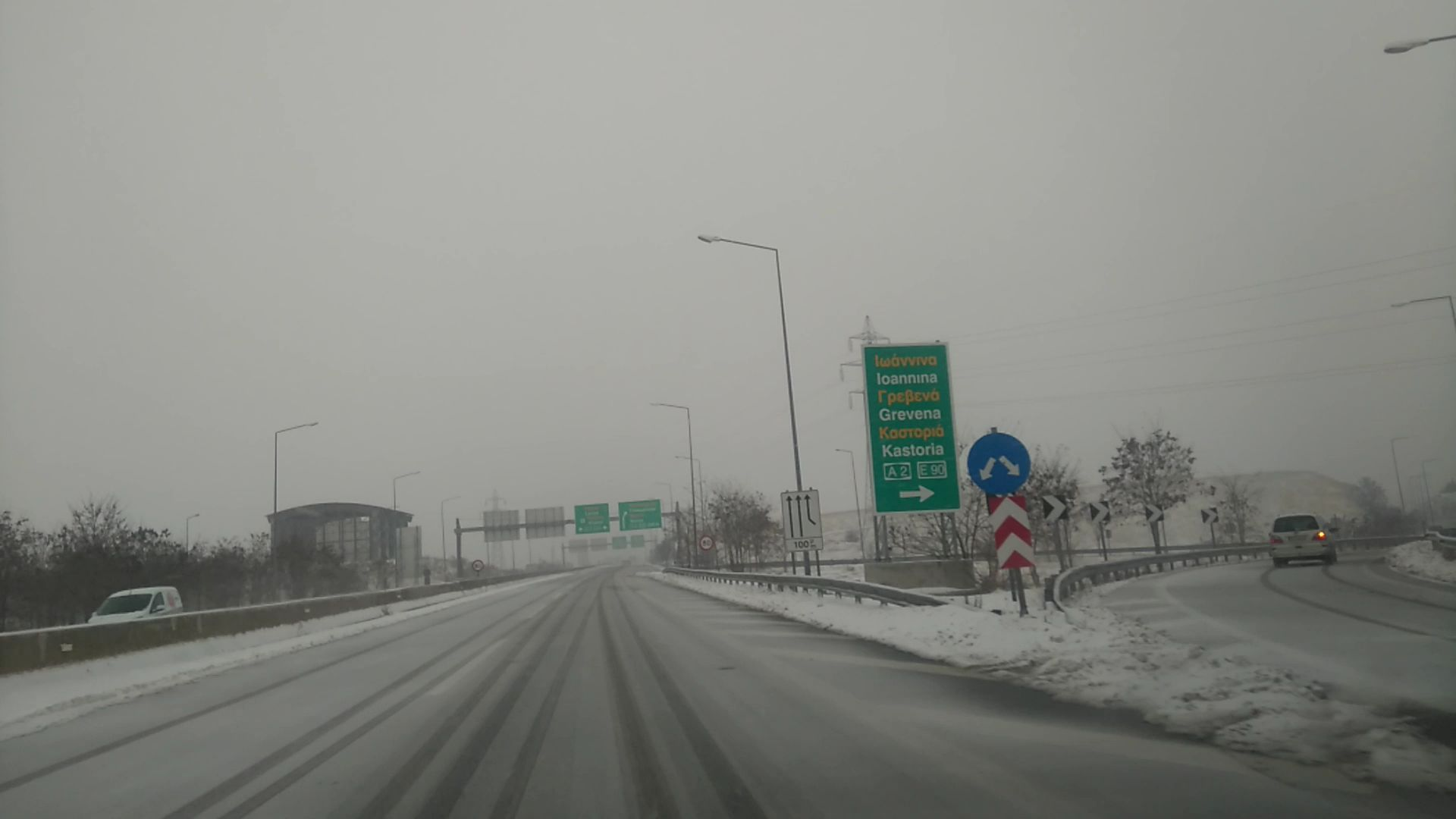
Sortie de la A27 vers la A2.